# Ion Panțuru
Ion Panțuru (n. 11 septembrie 1934, Comarnic⁠(d), Prahova, România – d. 17 ianuarie 2016, Ploiești, România) a fost un bober român, care a concurat în cadrul competițiilor de bob de la sfârșitul anilor '60 și începutul anilor '70 ai secolului al XX-lea.

## Biografie și carieră
Este fiul lui Ion Panțuru (1892-1966) și al Filofteei (n. Dașca; 1904-1979).
S-a apucat mai întâi de fotbal și schi. A fost portar la Carpați Sinaia în Divizia B. În 1959 a trecut la bob. El a făcut parte din echipa României ca pilot de bob la Jocurile Olimpice de iarnă din 1964, 1968, 1972 și 1976. A fost de două ori purtător de drapel la festivitatea de deschidere a Jocurilor din Innsbruck 1964 și Sapporo 1972.
Împreună cu frânarul Nicolae Neagoe, a câștigat medalia de bronz la Jocurile Olimpice de la Grenoble (1968). Până în prezent, aceasta este singura medalie olimpică a României la Jocurile Olimpice de Iarnă. La bob-4 ei au obținut locul 4.
El a făcut parte din echipa de bob - 4 persoane a României care s-a clasat pe locul 10 la Jocurile Olimpice de la Sapporo (1972). Cu Ion Zangor a ocupat locul 5 în proba de bob de 2 persoane.
Împreună cu frânarul Dumitru Focșeneanu, Panțuru a câștigat două medalii în competițiile de bob - 2 persoane din cadrul campionatelor mondiale și anume: argint la Campionatul Mondial din 1969 și bronz la Campionatul Mondial din 1973.
În plus, Ion Panțuru a câștigat multe medalii la campionate europene. În 1967 și în 1971, la Innsbruck, a cucerit titlul european la bob-4.
După retragerea sa, Ion Panțuru a devenit antrenor.

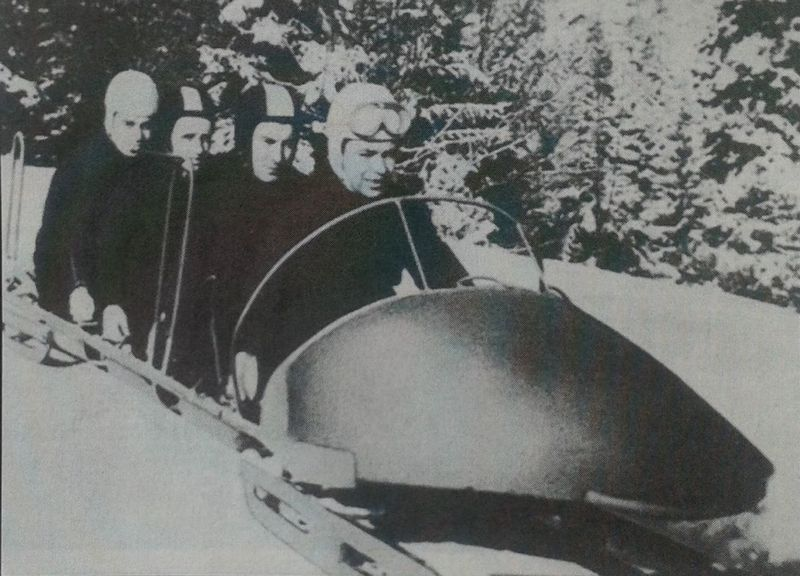
La Campionatul European din 1967
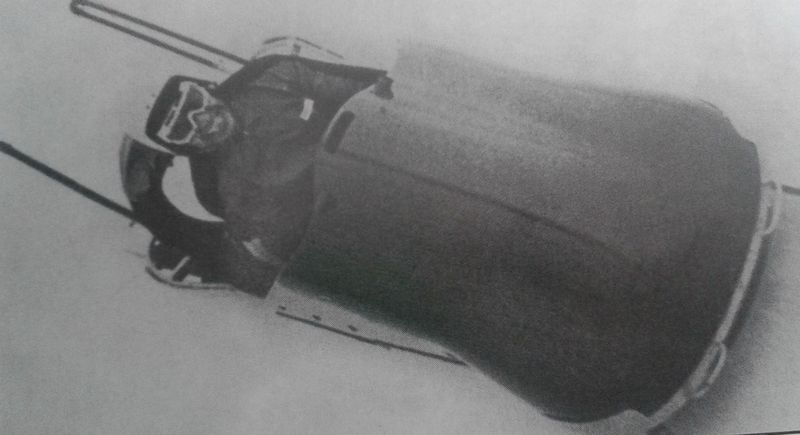
La Campionatul Mondial din 1969
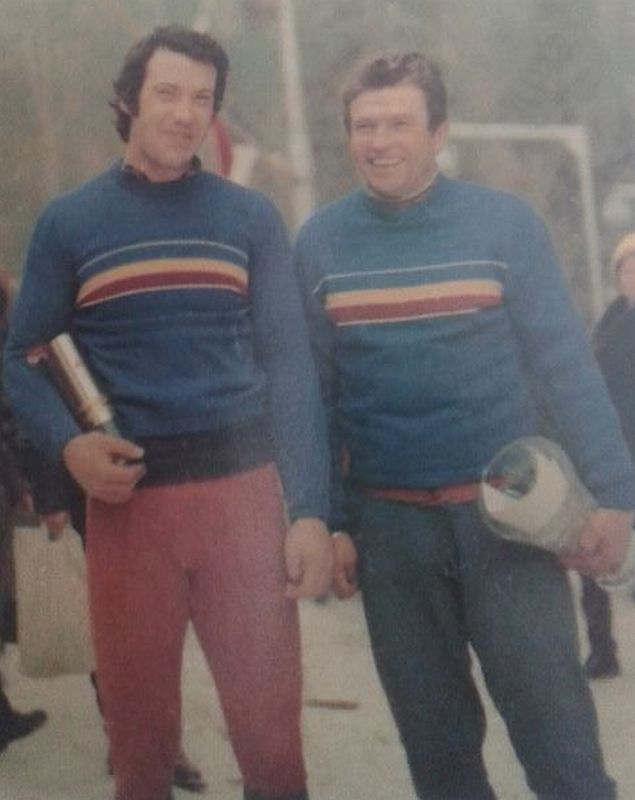
Anii 1970, la dreapta

## Distincții
- Ordinul „Meritul Sportiv” clasa a III-a (29 decembrie 1967) „pentru merite deosebite în domeniul culturii fizice și sportului”[10]
- Medalia Națională “Pentru Merit” clasa a II-a (2000)[11]